# Aleksander Machalica
Aleksander Machalica (ur. 7 lutego 1952 w Pszczynie) – polski aktor filmowy.
Syn aktora Henryka Machalicy, brat Piotra – również aktora, bliźniaczy brat Krzysztofa – instruktora sportowego Zastalu Zielona Góra. Absolwent Liceum Ogólnokształcącego nr 7 w Zielonej Górze. Jego syn Adam (ur. 1986) też jest aktorem.

## Filmografia
Źródło: FilmPolski.pl
- 1986: Bohater roku, jako mężczyzna rozmawiający z Odyńcem
- 1986: Dwie wigilie, jako Maciek
- 1987: 07 zgłoś się, jako lekarz milicyjny badający zwłoki Moniki Woźniak (odc. 21)
- 1987: Zabij mnie glino jako „Jojo”
- 1988: Crimen, jako proboszcz
- 1989: Kawalerki, jako adwokat, kolega Chwili (Chwila)
- 2004: Całkiem nowe lata miodowe, jako mecenas
- 2004: Camera Café, jako dyrektor „Davitexu”
- 2004: Vinci, jako Krętałowicz
- 2005: Tak miało być, jako kontroler Ziółkowski
- 2009: Pierwsza miłość, jako dr Jerzy Widłowski.
- 2011: Na dobre i na złe, jako profesor Henryk Markiewicz (odc. 445)
- 2013: Lekarze, jako Borkowski, ojciec Mateusza (odc. 16)
- 2014: Prawo Agaty, jako pułkownik Rogalski (odc. 68 i 69)
- 2016: Ojciec Mateusz, jako Stanisławski, dyrektor Domu Pracy Twórczej (odc. 188)
- 2017: Wojenne dziewczyny, jako profesor Stelmaszczyk, wykładowca Irki
- 2017: Komisarz Alex, jako Aleksander Przybysz (odc. 123)
- 2017: Volta, jako antykwariusz
- 2018: Barwy szczęścia, jako Czesław (odc. 1864 i 1868)
- 2023: Dewajtis, jako ksiądz Nerpalis (odc. 5–7)

## Dubbing
- 1997: Piękna twarz[2]